# Wahlkreis Vogtland 2
Der Wahlkreis Vogtland 2 (Wahlkreis 2) ist ein Landtagswahlkreis in Sachsen. Er umfasst die Städte Adorf, Auerbach, Bad Elster, Falkenstein, Klingenthal, Markneukirchen, Rodewisch, Schöneck und die Gemeinden Bad Brambach, Ellefeld, Grünbach, Mühlental, Muldenhammer, Neustadt, Steinberg im Vogtlandkreis.

## Wahl 2024
Zur Landtagswahl 2024 treten folgende Direktkandidaten und Parteien an:
| Direktkandidat    | Partei              | Erststimmen in % | Zweitstimmen in % |
| ----------------- | ------------------- | ---------------- | ----------------- |
| Sören Voigt       | CDU                 | 41,1             | 37,0              |
| Janet Hartenstein | AfD                 | 34,4             | 32,6              |
| Antje Feiks       | Die Linke           | 2,2              | 1,8               |
| Olaf Horlbeck     | GRÜNE               | 1,7              | 1,5               |
| Tim Müller        | SPD                 | 3,3              | 4,9               |
| Torsten Schnurre  | FDP                 | 0,8              | 0,6               |
| Georg Grajewski   | Freie Wähler        | 2,7              | 1,3               |
| –                 | Die Partei          | –                | 0,6               |
| –                 | Piraten             | –                | 0,1               |
| –                 | ÖDP                 | –                | 0,1               |
| –                 | BüSo                | –                | 0,0               |
| –                 | Tierschutz hier!    | –                | 1,0               |
| –                 | dieBasis            | –                | 0,2               |
| –                 | Bündnis C           | –                | 0,9               |
| –                 | Bündnis Deutschland | –                | 0,2               |
| Anja Kunze        | BSW                 | 12,7             | 14,2              |
| –                 | Freie Sachsen       | –                | 2,0               |
| –                 | V-Partei3           | –                | 0,1               |
| Thomas Strobel    | WU                  | 1,1              | 0,8               |